# Poseidon Undersea Resorts
Poseidon Undersea Resorts war eine geplante Hotelkette der Oberklasse, deren erste Anlage für die Fidschi-Inseln vorgesehen war. Neben einem Bereich an Land sollte die Anlage auch über einen Unterwasserbereich verfügen, der sich in einer Tiefe von 12 m befinden sollte und die erste permanente Unterwasserstation gewesen wäre, die unter Oberflächendruck steht. Somit wären Kompressions- und Dekompressionsprozeduren nicht notwendig gewesen und Besucher hätten ohne Verzögerung und trockenen Fußes per Aufzug zwischen Unterwasserbereich und Wasseroberfläche pendeln können. Poseidon Undersea Resorts war ein Projekt von L. Bruce Jones, Mitbegründer und Präsident von U.S. Submarines und Geschäftsführer von Triton Submarines.
Trotz dieser soliden Referenz und starker Medien-Resonanz hat die für das Jahr 2008 vorgesehenen Eröffnung bis heute nicht stattgefunden.

## Lage
Die Anlage sollte sich auf einer etwa 1 km² großen Insel namens Poseidon’s Mysterious Island, die von einer etwa 20 km² großen Lagune umgeben ist, befinden.

## Unterwasser-Bereich
Der Unterwasserbereich des Poseidon Undersea Resorts sollte aus einem langen Korridor bestehen, an dessen Längsseiten die abgerundeten Zimmer-Module (sogenannte Pods, englisch für Kapsel) und an den Kopfseiten zwei runde Gemeinschaftsräumlichkeiten wie Bar und Restaurant gekoppelt werden sollten. Die Anlage sollte per Aufzug von der Wasseroberfläche erreichbar sein und über 24 Unterwasser-Suiten mit einer Fläche von je 51 m² verfügen, die zu 70 % aus 60 mm starkem, transparentem Acrylglas (Polymethylmethacrylat) bestehen sollten. Die einzelnen Scheiben-Elemente sollten eine Größe von jeweils 3,05 m × 1,75 m haben und stark sphärisch gekrümmt sein. Die Suiten hätten jeweils über eigene Unterwasser-Scheinwerfer und Fischfütter-Mechanismen verfügt. Jedes Zimmer wäre als autarkes Modul an den Hauptkorridor gekoppelt worden und hätte zu Wartungszwecken auch wieder entkoppelt und einzeln zur Oberfläche gebracht werden können. Der Zugang wäre dementsprechend über zwei Türen (Zimmer und Korridor) aus widerstandsfähigem kohlenstofffaserverstärkten Kunststoff gewesen. Diese einzelnen Wohnmodule sollten in Übereinstimmung mit dem American Society of Mechanical Engineers Code for Pressure Vessels for Human Occupancy konstruiert werden.

## Preise
Das Einführungspaket hätte pro Woche 15.000 $ (US) pro Person im Doppelzimmer gekostet. Dabei waren vier der sechs Übernachtungen in einer Insel-Villa und zwei Übernachtungen im Unterwasserbereich vorgesehen. Außerdem wäre der Flug von der Hauptstadt Suva zum Resort im firmeneigenen Flugzeug, alle Mahlzeiten und Getränke, eine Tauchboot-Ausfahrt außerhalb der Lagune, eine Kurz-Einführung im Steuern eines Tauchboots innerhalb der Lagune, Tauchgänge, ein Spaziergang am Meeresboden (Sea Trek), Vorlesungen, Weinverkostungen, ein persönliches Foto-Album, Sportangebote, Spa-Besuche und Spezial-Gastronomie im Preis inbegriffen gewesen.
Für eine Zahlung von 2.750.000 $ (US) sollte es auch möglich sein, die gesamte Anlage für eine Woche und 144 Gäste zu buchen.
Gegenüber einer maximalen Auslastung von 7200 Gästen pro Jahr gab es 150.000 Reservierungsanfragen, was die Planer dazu veranlasste, von vornherein eine zweite Anlage anzukündigen.

## Poseidon Coral Reef Sanctuary Project
Das geplante Non-Profit-Programm Poseidon Coral Reef Sanctuary Project (englisch für Poseidon Korallenriff-Schutzgebiets-Projekt) sollte Gästen, Wissenschaftlern und allen Interessierten die Möglichkeit zur Teilnahme an Erhalt und Erforschung von Korallenriffen bieten. Darüber hinaus sollte das Enhanced Reef Programm (englisch für erweitertes Riff-Programm) zur Korallenzucht in der firmeneigenen Lagune umgesetzt werden.

## Weitere Einrichtungen
Die Anlage sollte weiterhin über folgende Einrichtungen verfügen:
- 48 Insel-Villen
- Triton-Tauchboote für Ausflüge in der Lagune
- Ein Tauchboot für Ausflüge im offenen Meer
- Ein Spa-Bereich
- Zwei Restaurants, davon eines im Unterwasserbereich
- Tauchbasis
- Boutique
- Bibliothek und Lounge
- Konferenzraum und Hochzeitskapelle
- Golfplatz
- Tennisplätze
- Privatpools
- Fitness-Center[1]